# Bhānder
Bhānder är en ort i Indien.   Den ligger i distriktet Gwalior och delstaten Madhya Pradesh, i den centrala delen av landet, 400 km söder om huvudstaden New Delhi. Bhānder ligger 182 meter över havet och antalet invånare är 22 482.
Terrängen runt Bhānder är mycket platt. Runt Bhānder är det ganska tätbefolkat, med 222 invånare per kvadratkilometer. Bhānder är det största samhället i trakten. Trakten runt Bhānder består till största delen av jordbruksmark.